# Dassault Mystère IV

Dassault Mystère IV A

Die Dassault Mystère (französisch Geheimnis) war ein einstrahliges Kampfflugzeug des französischen Herstellers Dassault Aviation aus der Zeit des Kalten Krieges. Die Version M.D.452 Mystère IV A war das erste Dassault-Flugzeug mit Pfeilflügeln.

## Entwicklungsgeschichte
Unmittelbar nach der MD 450 Ouragan begann die Planung eines Flugzeugs mit noch besseren Flugleistungen, die nur mit gepfeilten Tragflächen möglich waren. Der Prototyp Mystère I hatte seinen Erstflug am 23. Februar 1951. Während der Erprobung wurden acht weitere Prototypen gebaut: je zwei Mystère I und Mystère II sowie vier Mystère IIB. Der erste Prototyp hatte das gleiche Rolls-Royce-Nene-Triebwerk wie die Ouragan; die anderen acht erhielten von dem französischen Unternehmen Société Française Hispano-Suiza (Bois-Colombes bei Paris) im Lizenzbau gefertigte Rolls-Royce Tay, die als Hispano-Suiza Verdon bezeichnet wurden.
Mit der Produktionsvorbereitung wurden noch elf Vorserienexemplare Mystère IIC gebaut. Bei ihnen wurden Strahltriebwerke SNECMA Atar 101 mit 3000 kp Schub montiert. Auf diesen Maschinen basierte der Prototyp der Mystère IV; die endgültigen Serien-Flugzeuge Mystère IV A bekamen neue dünnere und mit ausgeprägterer Pfeilstellung versehene Tragflächen, einen längeren Rumpf mit ovalem Querschnitt und modifiziertem Leitwerk. Als Triebwerk kamen sowohl Rolls-Royce Tay als auch Hispano-Suiza Verdon 350 zum Einsatz.
Die ersten der insgesamt 480 Serien-Maschinen der Mystère IV A wurden 1955 in Dienst gestellt. Sie wurden bis in die 1980er Jahre unter anderem als Trainer sowie von der Kunstflug-Staffel Patrouille de France genutzt.
Wie auch die Ouragan wurden die Mystère IV AA von Indien und Israel eingesetzt.
Die Varianten M.D.453 Mystère III, Mystère IVB und die Mystère IVN existierten alle nur als Prototypen, da sie von der Super Mystère B2 überholt wurden.

## Technische Daten

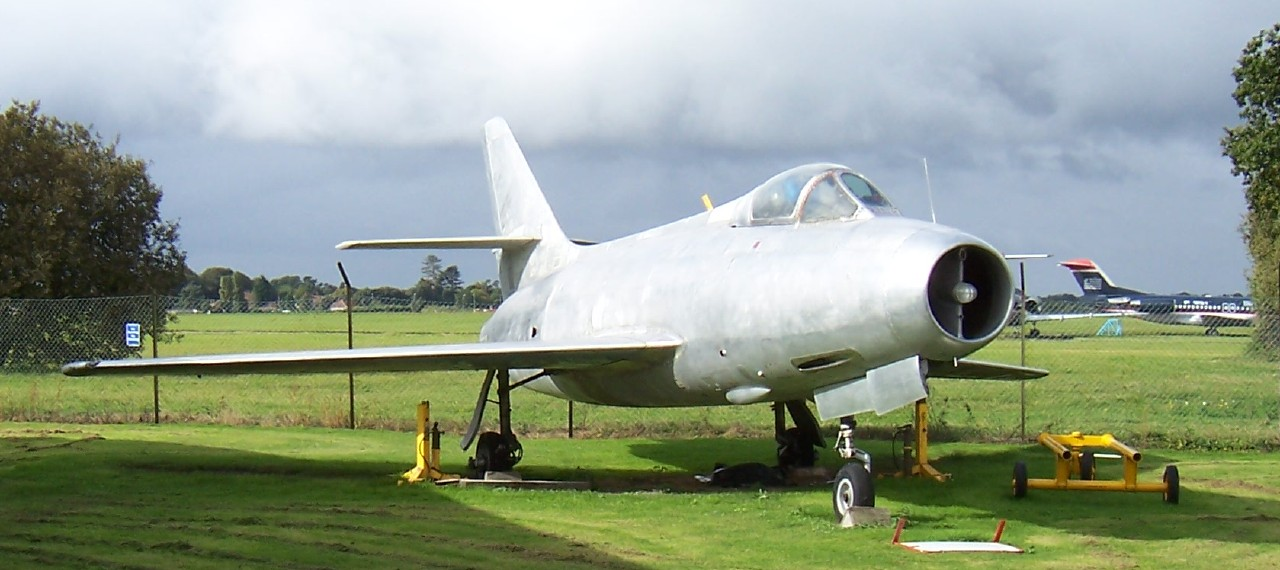
Dassault Mystère IV AA im City of Norwich Aviation Museum

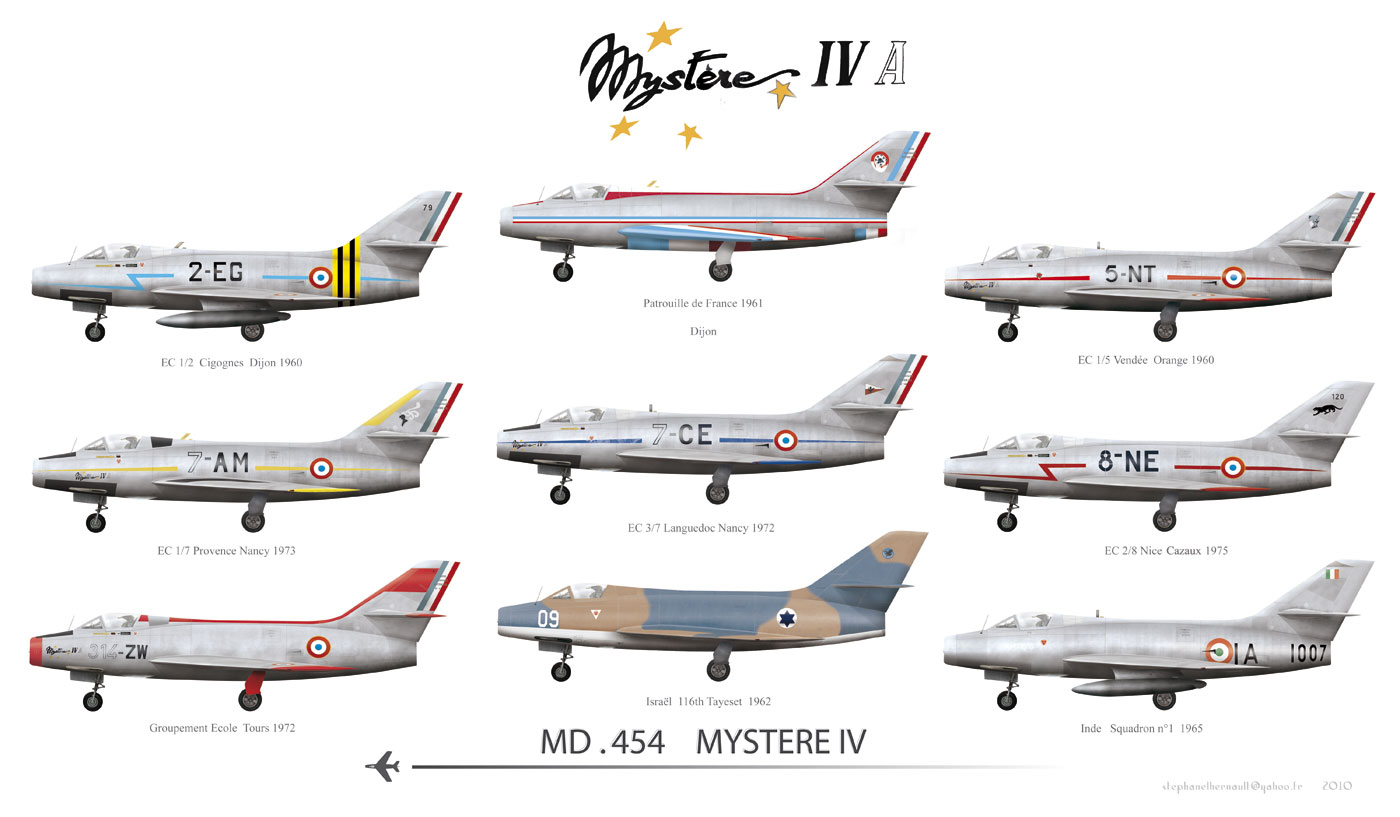
Dassault Mystère IV MD 454

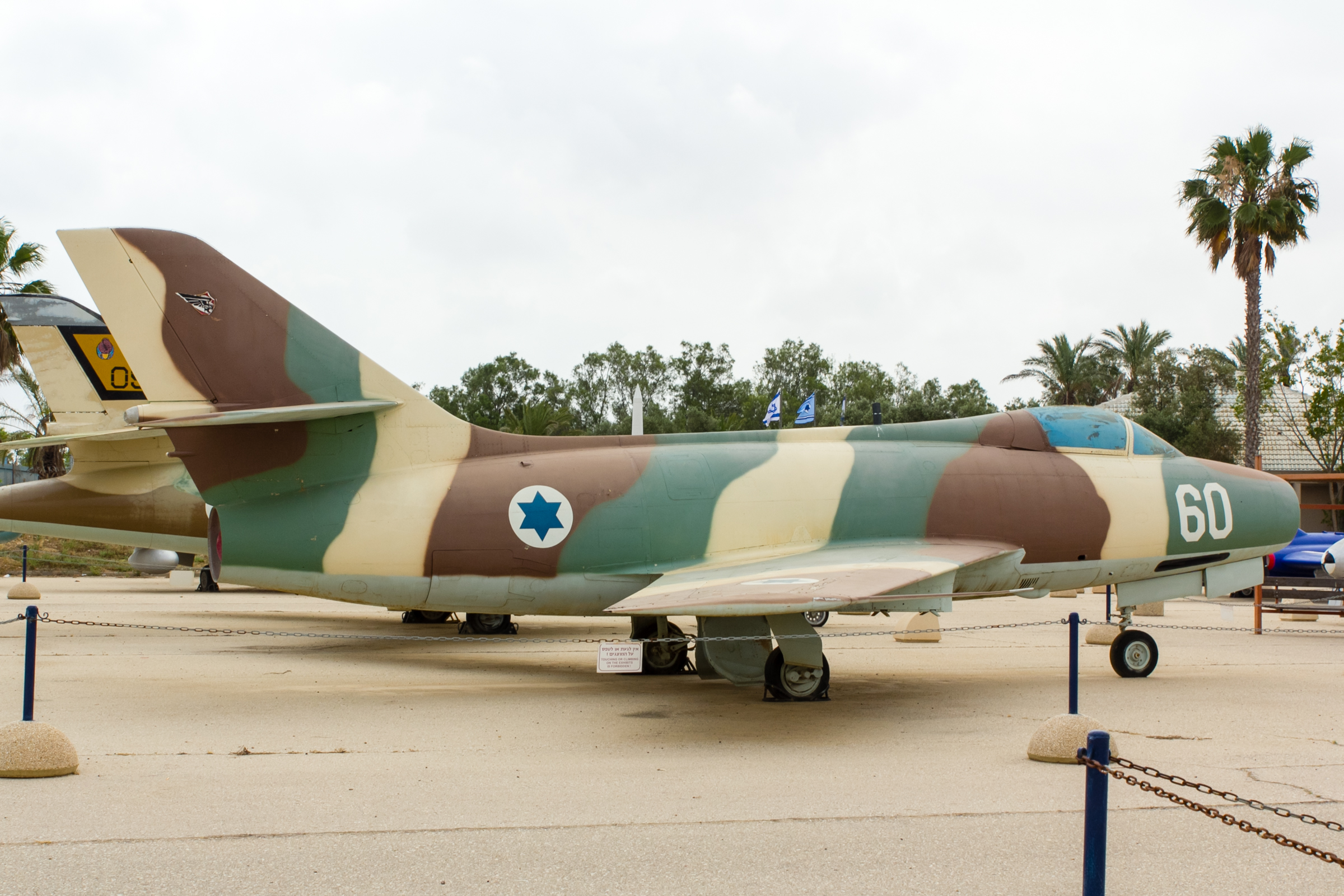
Eine Dassault Mystère IV A der Israeli Air Force im IAF-Museum bei Chazerim

Mystère IV A
| Kenngröße                   | Daten |
| --------------------------- | --- |
| Besatzung                   | 1 |
| Passagiere                  | – |
| Länge                       | 12,85 m |
| Spannweite                  | 11,12 m |
| Höhe                        | 4,40 m |
| Flügelfläche                | 32 m² |
| Flügelstreckung             | 3,9 |
| Rüstmasse                   | 5.875 kg |
| max. Startmasse             | 9.500 kg |
| Marschgeschwindigkeit       | |
| Höchstgeschwindigkeit       | 1.120 km/h in Meereshöhe und 990 km/h in 12.000 m Höhe |
| Anfangssteiggeschwindigkeit | 45 m/s |
| Dienstgipfelhöhe            | 13.750 m |
| Reichweite                  | ohne Außenlasten: 915 km mit Zusatztanks: 1.320 km |
| Triebwerke                  | ein Hispano-Suiza-Verdon-350-Strahltriebwerk mit 3500 kp Schub |
| Bewaffnung                  | zwei 30-mm-DEFA-Kanonen mit je 150 Schuss; plus 55 × 68 mm SNEB-Raketen in einfahrbarem Rumpfbehälter und bis zu 1000 kg Abwurfmunition und Raketen an zwei Unterflügelstationen |